# És viu
 És viu  (títol original en anglès: It's Alive) és una pel·lícula de terror estatunidenca dirigida per Larry Cohen, estrenada el 1974. Ha estat doblada al català.

## Argument
Lenore Davies dona a llum d'un bebè monstruós, que mata els metges i fuig a la naturalesa. El pare, Frank Davies, va a ajudar la policia a matar aquest monstre.

## Repartiment
- John P. Ryan:  Frank Davies
- Sharon Farrell:  Lenore Davies
- James Dixon:  Tinent Perkins
- William Wellman Jr.:  Charley
- Shamus Locke:  El Doctor
- Michael Ansara: El capità

## Al voltant de la pel·lícula
El film va donar lloc a continuacions, així com un remake :
- It Lives Again el 1979
- It's Alive III: Island of the Alive el 1987
- It's Alive el 2008

## Premis
- Premi especial del jurat al Festival internacional de cinema fantàstic d'Avoriaz 1975